# Neotinea lactea
Neotinea lactea es una especie de orquídea terrestre perteneciente a la familia Orchidaceae.
Es una planta herbácea con hojas basales que presenta una inflorescencia de espiga cilíndrica que florece en marzo-abril.

## Nombres comunes
- Español:
- Alemán:  Milchweißes Knabenkraut.
- Italiano: Orchidea lattea·

## Sinonimia
- Orchis lactea Poir. (1798) (Basionymum)
- Orchis tridentata ssp. lactea (Poir.) Rouy (1912)
- Orchis acuminata Desf. (1799)
- Orchis corsica Viv. (1824)
- Orchis tenoreana Guss. (1844)
- Orchis hanrici Hénon (1846)
- Orchis hanrii Jord. (1846)
- Orchis lactea var. hanrici (Hénon) Maire & Weiller (1959)
- Orchis tridentata var. acuminata (Desf.) Maire & Weiller (1959)
- Orchis tridentata var. hanrici (Hénon) Maire & Weiller (1959)
- Neotinea corsica (Viv.) W. Foelsche (2002)

- Datos: Q1466373
- Multimedia: Neotinea lactea / Q1466373
- Especies: Neotinea lactea